# Porcellionides cilicius
Porcellionides cilicius là một loài chân đều trong họ Porcellionidae. Loài này được miêu tả khoa học năm bởi Strouhal).